# Cölestin Recla
Cölestin Recla (* 7. März 1842  in Sarnonico, Nonstal, Kaisertum Österreich; † 2. Dezember 1908 in Untermais, Meran, Österreich-Ungarn) war ein Baumeister in Meran. Seine Gebäude prägen das Gesicht der Stadt bis heute und stehen teilweise unter Denkmal- oder Ensembleschutz.

## Leben
Recla arbeitete zunächst mit dem Architekten Karl Moeser zusammen, bevor er selbst Villen plante und realisierte.
Seine Gebäude sind dem Historismus zuzuordnen.
1908 übernahm Reclas Mitarbeiter Eduard Hofele die Baufirma, der sie unter dem Namen „C. Recla, Baumeister“ weiterführte.

## Gebäude (Auswahl)
| Bild | Name                    | Erbaut | Adresse               | Sonstiges                                                                                       |
| ---- | ----------------------- | ------ | --------------------- | ----------------------------------------------------------------------------------------------- |
|      | Villa Marienruhe        | 1880   | Leichtergasse 4.      | Alterswohnsitz von Mary Howitt                                                                  |
|      | Praderhof               | 1887   | Ifingerstraße 6       | Planung Karl Moeser Eintrag im Monumentbrowser auf der Website des Südtiroler Landesdenkmalamts |
|      | Hotel Europa            | 1888   | Freiheitsstraße 178   |                                                                                                 |
|      | Villa Plant             | 1888   | Otto-Huber-Straße 1   | Eintrag im Monumentbrowser auf der Website des Südtiroler Landesdenkmalamts                     |
|      | Villa Nadine            | 1890   | Carduccistraße 43     | Eintrag im Monumentbrowser auf der Website des Südtiroler Landesdenkmalamts                     |
|      | Villa Venosta           | 1893   | Otto-Huber-Straße 3–5 | Eintrag im Monumentbrowser auf der Website des Südtiroler Landesdenkmalamts                     |
|      | Villa Ortler            | 1893   | Carduccistraße 28     | Eintrag im Monumentbrowser auf der Website des Südtiroler Landesdenkmalamts                     |
|      | Haus Hörmann            | 1895   | Rennweg 16–20         | Eintrag im Monumentbrowser auf der Website des Südtiroler Landesdenkmalamts                     |
|      | Villa New York          | 1896   | Rätiastraße 6         | Eintrag im Monumentbrowser auf der Website des Südtiroler Landesdenkmalamts                     |
|      | Evangelisches Pfarrhaus | 1896   | Carduccistraße 31     | Eintrag im Monumentbrowser auf der Website des Südtiroler Landesdenkmalamts                     |